# Calea ferată Roșiori de Vede-Costești
Linia de cale ferată Roșiori Nord - Costești este o cale ferată secundară din România, neelectrificată, construită între 1882 și 1887. 

## Istorie
Linia făcea parte din rețeaua feroviară aprobată pe 15 mai 1882 de către Parlamentul României
Proiectul la acea vreme presupunea construirea liniei Costești – Roșiori – Turnu Măgurele în lungime totală de 111,7 km. Lucrarea a fost împărțită în două segmente. Primul segment Costești-Roșiori, a fost dat în folosință la 1 ianuarie 1887, călătorii putând ajunge la București prin Pitești. Al doilea segment, Roșiori – Turnu Măgurele, a fost dat în exploatare la 12 septembrie 1887.